# تنبؤ جيولوجي
التنبؤ الجيولوجي هو علم التنبؤ بحركة الصفائح التكتونية ومستقبل المناخ والشكل وغير ذلك من المكونات الجيولوجية للكوكب.
تنبع أهمية علم التنبؤ الجيولوجي بشكل خاص من قدرته على تحديد موقع المستودعات الخاصة بالمواد المشعة. كذلك فلهذا العلم مزاياه في نطاقات أخرى تظهر فيها مشكلات إدارية طويلة الأجل مثل إدارة المياه.

## وصلات خارجية
- https://web.archive.org/web/20070428154050/http://www.cbc.ca/quirks/archives/06-07/jan20.html CBC podcast on geoforecasting
- http://www.scotese.com/ Paleomap project
- http://antwrp.gsfc.nasa.gov/apod/ap070922.html Pangea Ultima: Earth in 250 Million Years?